# 懷盧阿 (夏威夷州茂宜縣)
懷盧阿是位於美國夏威夷州茂宜縣的一個非建制地區。

## 地理
懷盧阿的座標為20°50′47″N 156°08′05″W / 20.84639°N 156.13472°W，而該地的平均海拔高度為33米（即108英尺）。